# Плеврон (город)
Плеврон (лат. Pleuron, др.-греч. Πλευρών) — древнегреческий город, располагавшийся в Этолии, неподалёку от нынешнего Месолонгиона, и упомянутый Гомером в каталоге кораблей «Илиады». Территория возле города называлась Плевронией. Упоминается Овидием.
Согласно греческой мифологии, основателем города был герой Плеврон, сын Этола и Пронои.  Страбон упоминает два города, Старый Плеврон, разрушенный в 235/234 году до н. э. македонским царём Деметрием II и покинутый жителями, и Новый Плеврон, основанный выжившими жителями вокруг горы Аракинф. Руины Старого Плеврона обнаружены между двумя невысокими холмами Асфаковуни (Йифтокастро, Ασφακοβούνι, Γυφτόκαστρο, 122 м) и Петровуни (Πετροβούνι), в 4 километрах к северо-западу от Месолонгиона, близ Калидона, у горы Курий (Curium), по имени которой плевронцев называли куретами. Новый Плеврон расположен в 1,5 километрах к северо-западу от Старого, у юго-западной подошвы Аракинфа (Зига), к северо-западу от реки Евена, в 5 км к северо-западу от Месолонгиона. Близ Нового Плеврона находились руины Олена.
Плевронией владел Агрий, сын Порфаона, затем Фестий, тесть Энея и отец Алфеи.
В городе был знаменитый храм Афины.
Укрепления Нового Плеврона занимают два соседних холма, принадлежат к числу лучшим образом сохранившихся развалин греческих городов, известны под именем τὸ κάστρον τῆς κυρίας Εἰρήνης или «Κάστρο της κυρα-Ρήνης» на склоне холма Кастро-Иринис (382 м).
Название города обнаружено на глиняных табличках линейного письма Б микенского периода в дворце Нестора в Пилосе, что доказывает существование города уже в микенскую эпоху. Арне Фюрюмарк из этой надписи сделал вывод, что Плеврон находился под властью пилосского государя, что оспаривает Соломон Лурье. Однако микенской керамики, подтверждающей существование города, не обнаружено. В могилах найдена керамика протогеометрического и геометрического стилей. Новый Плеврон процветал в эллинистический период. При Страбоне пришёл в упадок. После морской битвы при Акциуме жители были переселены римлянами в Никополь.
Как и большинство греческих городов классического и эллинистического периодов Новый Плеврон был построен по гипподамовой системе, был больше Старого. Новый Плеврон построен на высотах от 195 до 280 метров над уровнем моря на склоне низкого скалистого холма Кастро-Иринис.
Европейские путешественники Эдвард Додвелл, Уильям Джон Вудхаус и другие упоминают руины Нового Плеврона с начала XIX века. Первые раскопки театра Нового Плеврона провели Рудольф Херцог и Эрих Зибарт из Германского археологического института в конце XIX века. В 1931 году швейцарский археолог Эрнст Роберт Фихтер опубликовал первую монографию о памятнике. В последующие годы раскапывались кладбища города. В 1993 году Австрийский археологический институт провёл раскопки на южном кладбище и театре.